# Josu Urrutikoetxea Bengoetxea
Josu Urrutikoetxea Bengoetxea, conegut com a Josu Ternera, (Ugao, 24 de desembre de 1950) és un polític basc, militant històric de l'organització independentista Euskadi Ta Askatasuna (ETA).

## Biografia
S'estrenà en la militància als 17 anys a ETA politicomilitar, fins que l'any 1971 s'incorporà al front militar de l'organització armada i passà a la clandestinitat. L'any 1980 passà a formar part de l'executiva de l'organització. El 1990 va ser empresonat a l'Estat francès per a deu anys de condemna, després de ser detingut a Baiona el 1989, fins al 4 de maig de 1996 que va ser extradit a l'Estat espanyol. En les eleccions al Parlament Basc de 1998, Ternera elegit diputat pel partit Euskal Herritarrok fins que va ser declarat en crida i cerca el 2002. Des de llavors, Josu Ternera tornà a viure en la clandestinitat com a número u d'ETA, fins a la dissolució de l'organització l'any 2018, moment en què posà veu al vídeo del comunicat que anuncià la dissolució d'ETA. L'1 de desembre de 2010 havia estat condemnat conjuntament amb el seu fill Egoitz i la seua filla Irati.
Va ser detingut el 16 de maig de 2019, en un hospital francès a Salenches. El Tribunal d'Apel·lació de París el deixà sota llibertat provisional el juny de 2019 passant per controls judicials i sense poder eixir del país.